# البرایتون، بریج نورث
البرایتون، بریج نورث (به انگلیسی: Albrighton, Bridgnorth) یک روستا و محله مدنی در بریتانیا است که در شراپشایر واقع شده‌است. البرایتون ۴٬۳۲۶ نفر جمعیت دارد.